# Преступления югославских коммунистов после окончания Второй мировой войны
Преступления югославских коммунистов после окончания Второй мировой войны, также Партизанские преступления после окончания Второй мировой войны — ряд преступлений против захваченных в плен солдат побеждённых армий, гражданских лиц, противников коммунистического режима, и их семей, совершённых тоталитарным режимом под командованием Иосипа Броза Тито сразу после окончания Второй мировой войны, а также в послевоенные годы.
Победившие коммунистические партизаны рассматривали всех антикоммунистов без разбора как «пособников оккупантов», с которыми после войны можно обращаться по своему усмотрению. Тот факт, что антикоммунистические беженцы являлись жертвами насилия партизан (а точнее, Народно-освободительной армии Югославии, как тогда официально называлось войско, управляемое югославскими коммунистами), упорно отрицался государственными чиновниками, в том числе академической историографией, которая организованно участвовала в сокрытии этих преступлений вплоть до распада Югославии. Поскольку считалось, что все убитые без исключения — «враги, понёсшие заслуженное наказание» — ни один командир или исполнитель многочисленных актов коммунистического террора не понёс наказания. Говорить на эти темы в социалистической Югославии было опасно, а печатать — и вовсе невозможно.
В последние десятилетия постепенно исследуются скрытые захоронения, куда сбрасывали тела убитых. В Хорватии к середине 2015 года было зафиксировано 795 братских и индивидуальных могил жертв Второй мировой войны и послевоенного периода, из них исследовано 30 мест, из которых эксгумированы останки 468 человек. К 2020 году более 1500 послевоенных жертв были эксгумированы на различных захоронениях Хорватии. К началу 2019 года в Словении зарегистрировано более 600 таких мест, из них 162 исследовано, с останками 2532 убитых.Министерство юстиции Республики Сербия в официальном реестре убитых после 12 сентября 1944 г. насчитало 59 554 человек, которые затем были захоронены в неизвестных местах; сербский историк Срджан Цветкович объясняет, что преобладающая часть из них была убита тогдашними органами безопасности, Отделением защиты народа (Одељење за заштиту народа, ОЗНА, также Бюро защиты народа). В послевоенный период более 50 000 представителей немецкого меньшинства, фольксдойче, были убиты или умерли из-за плохих условий транспортировки и интернирования.
Процесс демократизации и обретения независимости Хорватии и Словении сопровождался разговорами о примирении, которыми было нарушено титовское табу, скрывавшее преступления титоизма и покрывавшее преступников Тито, изначально путём публикации отчётов о преступлениях югославских коммунистов за границей в кругах беженцев. Хотя официального осуждения не последовало, тем не менее, благодаря некоторым мирным акциям, в первую очередь массовым мероприятиям и поминовениями, было достигнуто принципиальное соглашение в осуждении титовской резни военнопленных и гражданских лиц. В последние годы Хорватский институт истории опубликовал большое количество официальных документов коммунистических властей о репрессиях, проведённых в 1944—1946 годах.

## Стратегия югославских коммунистов
С момента своего основания (1919) Коммунистическая партия Югославии была отделением (дочерним образованием) Коминтерна, являвшегося одним из международных инструментов СССР. Основной идеей и политикой коммунистического блока было осуществление мировой революции с целью насильственного свержения всех режимов и властей и установления коммунистического миропорядка. Коммунистическая идеология не видела возможности построения коммунизма мирным путём (и коммунизм действительно нигде в мире не был «внедрён» мирным образом), а только путём неограниченного революционного насилия. Диктатуру пролетариата коммунисты называли «самой жестокой и беспощадной войной в истории». На таких крайних идеологических основах компартии воспитывали своих членов, которые претворяли в жизнь революционное насилие.
Преступления против военнопленных и мирных жителей в конце войны и после её окончания являются примером революционного террора, мотивированного доктриной классовой борьбы, которая является неотъемлемой частью коммунистической идеологии. Сам Владимир Ильич Ленин, лидер Октябрьской революции, который имел для коммунистов статус совершенно неоспоримого авторитета, говорил, что необходимо установить диктатуру пролетариата, которая «есть самая свирепая, самая острая, самая беспощадная война нового класса против более могущественного врага, против буржуазии, сопротивление которой удесятерено её свержением… диктатура пролетариата необходима, и победа над буржуазией невозможна без долгой, упорной, отчаянной, войны не на живот, а на смерть, — войны, требующей выдержки, дисциплины, твёрдости, непреклонности и единства воли.»
В ходе войны коммунисты собирали сведения об обычных, не вовлечённых в войну гражданах, которые после войны могли бы стать политическими конкурентами. Коммунизму было нежелательным и враждебным все, что не совсем «по линии» коммунизма, так как в отличие от «обычных» авторитарных режимов, коммунизм не удовлетворяется политической апатией населения, а тоталитарным образом требует, чтобы люди были в восторге от коммунистического правления. Поэтому коммунисты чётко определили всех, кто не был их единомышленниками, понятием враги народа, и подготовили свою политическую структуру к послевоенной последней и решающей битве, в которой они физически уничтожат всех нежелательных коммунистическому режиму лиц.
КПЮ вступила во Вторую мировую войну с чёткими коммунистическими целями. Этому были подчинены все военные и политические шаги югославских коммунистов. Югославский коммунист Моша Пияде в своём выступлении на первом заседании Антифашистского вече народного освобождения Югославии в 1942 году в Бихаче так объясняет стратегию захвата власти:
...вот почему нужно столько бездомных: чтобы они стали большинством в стране. Вот почему мы должны гореть. Мы будем стрелять и отступать. Немцы нас не найдут и в отместку сожгут деревни. После этого жители села, которые останутся без крова, сами придут к нам, и таким образом мы станем хозяевами положения. Те, у кого нет ни дома, ни земли, ни скота, быстро присоединятся к нам, когда мы пообещаем им большой грабеж. Сложнее будет с теми, у кого есть хоть какая-то собственность. Мы свяжем их с собой через лекции, театральные представления и другую пропаганду. Так мы будем постепенно расти. Сельский житель, у которого есть поля и скот, рабочий, который получает зарплату и имеет хлеб, для нас ничего не стоят. Мы должны сделать их бездомными, пролетариями. Только бедняки становятся коммунистами. Поэтому мы должны создавать несчастья и доводить массы до отчаяния. Мы смертельные враги всякого процветания, закона и порядка...
В период после войны революционный террор осуществлялся по принципу «покорить или покарать».

## Преступления
Коммунистический террор в послевоенное время фактически был продолжением преступлений, совершенных ранее, когда «народная армия» завоевывала отдельные территории страны. После того, как югославские войска в октябре 1944 года вошли в Дубровник, сразу же была совершена резня на островке Дакса. Широкомасштабный коммунистический террор случился и после захвата Герцеговины в феврале 1945 года. Сразу после занятия территорий без суда и следствия убивались солдаты и мирные жители, среди которых были представители всех народностей бывших югославских республик, с наибольшей долей хорватов. Только из госпиталей Загреба было вывезено, а затем убито 4791 больных и раненых военнослужащих побеждённых армий. Были убиты военнослужащие, сотрудники государственного аппарата, большое количество представителей интеллигенции и других видных граждан, вина которых состояла в том, что новая «народная власть» рассматривала их как своих «врагов».

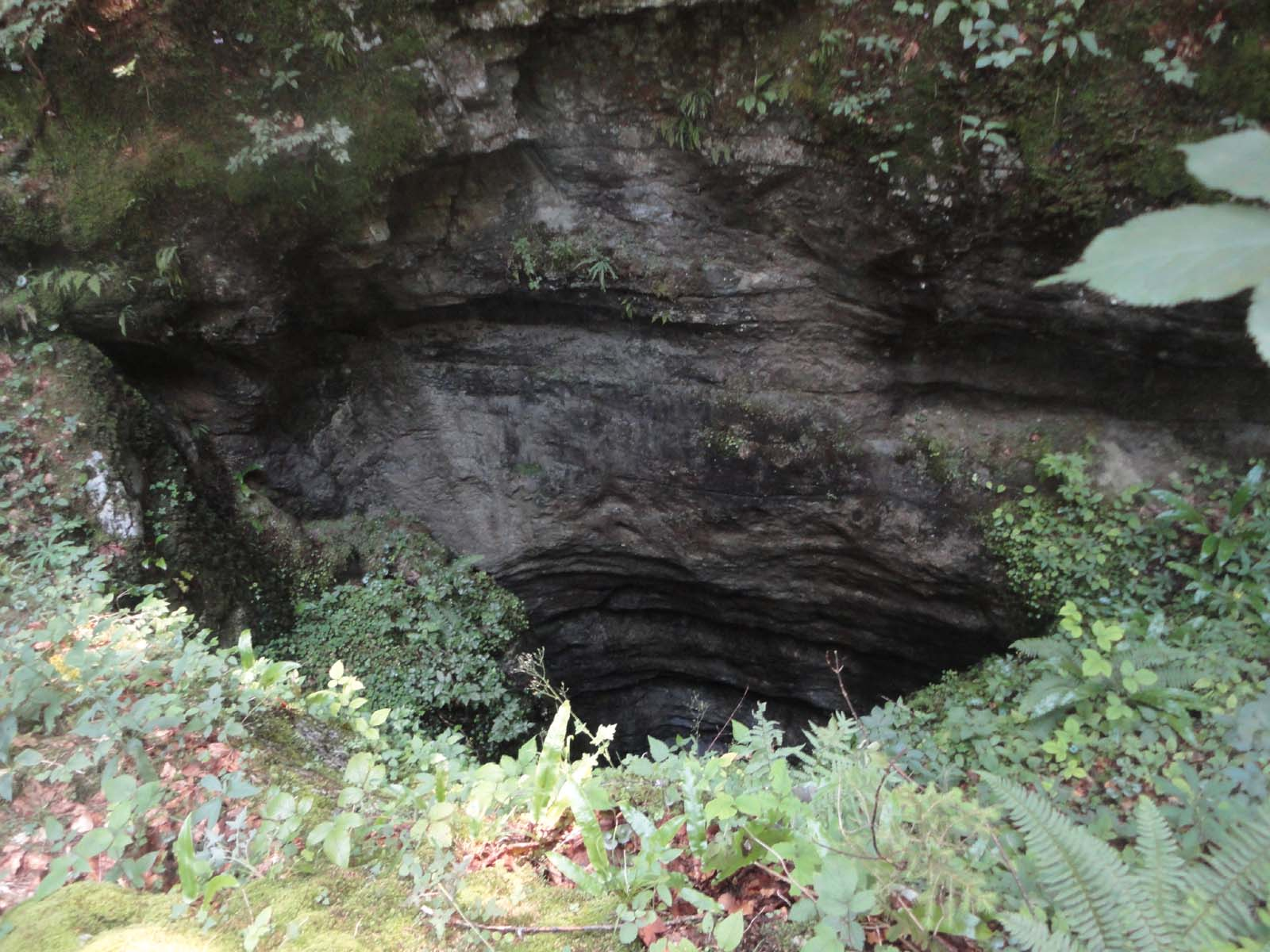
Одна из пещер в Кочевском Роге, куда были сброшены тела жертв.

Приказы об уничтожении «врагов народа» (гражданских лиц и пленных солдат) составляли военную и государственную тайну, а подробности не были известны даже личному составу войск и полиции, если они непосредственно не участвовали в той или иной операции. Однако нет никаких указаний на то, что любой виновный в этом или любом другом из многих подобных преступлений был бы наказан или даже осужден. Полиция и судебные органы Югославии социалистического периода никогда не расследовали такие преступления, систематически скрывали захоронения и тщательно заботились о том, чтобы даже при подсчете жертв войны случайно не были учтены военные и гражданские потери со стороны «противника», обрекая их на вечное забвение.
В некоторых местах гражданские лица и военнослужащие были убиты со страшной жестокостью. По воспоминаниям санитарного инспектора Мирослава Харамии, который для «народной власти» очищал лес от более чем 800 незахоронённых тел, оставшихся после партизанской резни в Грачани в мае 1945 года и угрожавших заражением окружающей среде: «Жертвы были ужасно изуродованы. Места гибели были устрашающе заполнены расчлененными и изуродованными обнажёнными человеческими телами. Головы были отрублены или расколоты топорами, были с перерезанными глотками, отрезанными конечностями, гениталиями и грудями. У большинства жертв были заживо удалены внутренние органы, большей частью сердца, печени и матки.»
Бо́льшая часть солдат разбитых армий пыталась отступить в Австрию, чтобы сдаться там британским и американским войскам. Их сопровождало большое количество мирных жителей, опасавшихся югославских войск. Большинство из них действительно сдались британцам в Блайбурге на словенско-австрийской границе, надеясь, что они защитят их в соответствии с конвенциями, предписывающими гуманное обращение с военнопленными и гражданскими беженцами. Однако британцы, у которых были военные наблюдатели в югославских войсках и которые, несомненно, были проинформированы о том, как они обращаются со своими пленными, передали большинство из них югославской армии; в меньшей степени союзники склонялись к выдаче четников, которых они считали армией, верной королю Петру II, чьё правительство в изгнании действовало в Лондоне. Этих захваченных в плен солдат и гражданских лиц югославские войска  вели длительными маршами, позже названными «Крестным путем», где многие тысячи из них были убиты, в основном без суда, часто путём массового убийства и бросания в ямы — например, в преступлении на Кочевском Роге и преступлении в Худа Яме.

### Крестный путь
Это название относится к маршам смерти и коммунистическому террору, главным образом против хорватов в 1945 году и позже. Большинство заключенных погибло во время переходов по Югославии и в лагерях для военнопленных в последующие месяцы. Благодаря стратегии замалчивания лишь небольшая часть этих захоронений исследована и обозначена.
Официальная югославская историография даже имела определенный «пробел» в хронологии деятельности главного коммунистического вождя Тито: в отличие от остального военного и послевоенного периода, когда его деятельность и передвижения освещались очень подробно и практически повседневно, о периоде, в котором происходила Крестный путь 1945 года, историография не давала никаких сведений даже о местонахождении Тито. Только в последнее время — и то на основе обзора местной коммунистической прессы Словении и северо-западной Хорватии и свидетельств очевидцев из числа коммунистических военачальников — установлено, что в этот промежуток времени Тито физически находился в районе, где были совершены величайшие преступления, и отдавал приказы о них. «Vjesnik» от 25 мая 1945 года представляет содержание речи, в которой Тито говорит: «Мы никогда больше не позволим отдельным людям пользоваться плодами гигантской борьбы народа. Мы проветрим наш дом так, что навсегда исчезнет вонь, которая не смеет заражать наш общий дом — свободную, федеративную Югославию.»

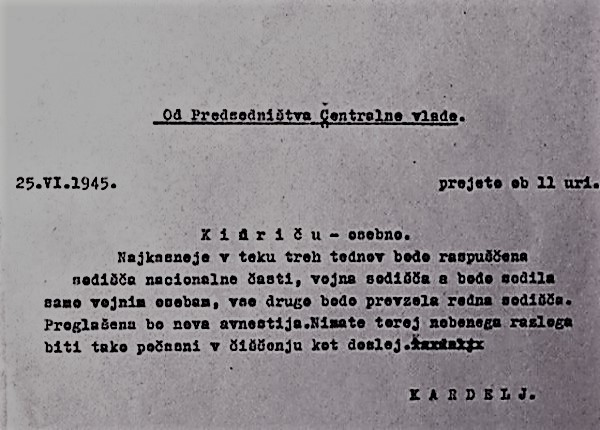
Телеграмма Эдварда Карделя, отправленная Борису Кидричу 25 июня 1945 года с целью ускорить массовые убийства.

В последующие месяцы 1945 года последовали суммарные судебные процессы, приговоры которых были напечатаны на коротких формулярах, которые в основном использовались для публикации новостей о казнённых в газетах. Для вынесения смертного приговора не требовалось доказывать конкретное преступление, а только «сотрудничество с оккупантами», т. е. то, что обвиняемый был «врагом народа». Причиной вынесения смертного приговора зачастую является «вина» типа «укрывательство от НОАЮ», «усташ» и т.д. Большое количество более удачливых членов побежденных формирований НГХ и гражданских лиц были приговорены к 5 и более годам каторжных работ. Согласно Постановлению о военных судах Верховного штаба НОАЮ от мая 1944 года военные суды получили право рассматривать дела всех так называемых «врагов народа». В эту категорию входили все, кто каким-либо образом «был в сговоре с оккупантом» или каким-либо образом «содействовал оккупанту» и мог по своему свободному суждению назначить за любое деяние наказание в виде «каторжных работ» на срок от 3 месяцев до 2 лет и более» (статьи 16—17). Согласно свободной оценке, смертная казнь могла быть назначена военными судами за любое уголовное преступление (статьи 16—17). Качество доказывания вины прямо предписывалось словами: «При установлении истины о деянии и виновности обвиняемого суд формально не связан какими-либо средствами доказывания, а выносит решение по своему усмотрению» (статья 27).

## Лагеря военнопленных и концентрационные лагеря

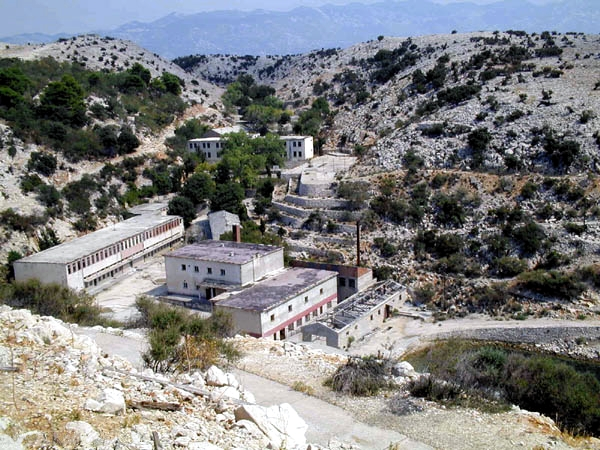
Политический лагерь на Голи-Оток.

После войны коммунистические власти наряду с немецким национальным меньшинством в Хорватии и Воеводине подвергли систематическим репрессиям хорватов. В первые месяцы после захвата власти (который коммунисты эвфемистически назвали освобождением) многие представители интеллигенции и другие некоммунисты были арестованы или ликвидированы. Партизанское войско в Хорватии с сентября 1944 по май 1945 года располагало 19 концентрационными лагерями, в которых режим Тито содержал несколько десятков тысяч хорватских гражданских лиц и небольшую часть военнопленных. Одними из самых известных лагерей для военнопленных и концлагерей были:
- Лагерь Кничанин (Rudolfsgnad)
- Трудовой лагерь Валпово
- Концлагерь Йосиповац
- Политический лагерь Голи-Оток .

Министр внутренних дел и начальник военной и тайной полиции Александр Ранкович 1 февраля 1951 в белградской скупщине представил доклад. Он включал, среди прочего, следующие пункты:
Через наши тюрьмы прошло с 1945 по 1951 год 3 777 776 заключенных, при этом мы ликвидировали 586 000 врагов народа.Aleksandar Ranković, iz izvještaja u beogradskoj skupštini, Politika, Beograd, 1.veljače 1951., str.1

## Конфискации
С 1941 по 1990 год югославские коммунисты под так называемым антифашистским движением понимали и социалистическую революцию. После завершения войны была проведена национализация частной собственности. Было конфисковано имущество лиц, связанных с учреждениями НГХ, военных преступников и представителей немецкого национального меньшинства, а также национализированы такие югославские отрасли промышленности, как металлургия, химическая, текстильная, деревообрабатывающая промышленность и т.д., и сельскохозяйственных предприятий, производящих основные товары.
К концу 1945 года государство отобрало у бывших владельцев почти всю собственность в горнодобывающей, металлургической и нефтяной промышленности.
28 апреля 1948 года был ликвидирован частный сектор в мелкой торговле, общественном питании и других отраслях мелкотоварного производства и сферы услуг.

## Аристоцид
Коммунисты ликвидировали большое количество интеллектуалов, писателей, предпринимателей. Среди них были:
- писатели: Франьо Бабич, Винко Кос, Альберт Халер, Иван Софта, Марьян Марияшевич, Марьян Блажич, Бонавентура Радонич, Керубин Шeгвич, Ерко Скрачич, Владимир Юрчич, Мунир Шахинович;
- поэты: Станко Виткович, Бранко Кларич, Габриел Цвитан, Петар Перица, Исмет Жунич;

- активисты: Антун Милован, Йеролим Малинар
- католические священнослужители: блаженный Мирослав Булешич, епископ Йосип Мария Царевич, Влатко Лакошельяк, блаженный Франьо Бонифачо, Мартин Бубань, Иван Рагуж, Мато Могуш, Петар Перица
- католические монахини: Липхарда Хорват, Константина Месар и Жеральда Ана Якоб (сотрудники загребской психиатрической больницы Врапче, брошенные в яму Язовка), Жарка Ивасич, Гауденция Шплайт, Бланда Стипетич, Трофима Милославич, Корнелия Хорват, Йосипа Невистич, Эулалия Кив
- православные священнослужители: Гермоген Максимов (глава Хорватской Православной Церкви, митрополит Загребский), Димитрий Мрихин, Петр Лазич, Серафим Купчевский, Алексей Борисов
- протестантские священники: Филип Попп, епископ Евангелической церкви в Хорватии

- журналисты: Мийо Бзик, Агата фон Хаусбергер, Иван Маронич, Вилим Перос, Даниел Уванович, Тиас Мортигьия, Станислав Полонийо
- художники: Андрия Конц, Иосип Хорват Меджимурец, Йоко Цвиянович
- ученые: Людевит Юрак, Джуро Стипетич, Даниэль Уванович
- спортсмены: Мийо Дрварич, Эмил Першка

Были также многочисленные хорватские инженеры, техники, офицеры, священники и т. д.
Согласно мартирологу, составленному католическим священником доном Анто Баковичем, партизанами перед окончанием Второй мировой войны и во время неё было убито 240 католических священников-хорватов (они также убили ряд католических священников других этнических групп), а после окончания войны ещё 263 человека были убиты коммунистическими властями.
По мнению некоторых авторов, для этих убийств правильно использовать термин «аристоцид».

## Неправильные представления о социалистической Югославии
В рамках западноевропейских противостояний особую проблему представляют государства, возникшие в результате распада бывшей социалистической Югославии, поскольку это государство сыграло особую роль во время холодной войны: в 1948 году коммунистическое руководство Югославии противостояло руководству остального социалистического блока во главе с СССР. По этой причине Югославия получала  экономическую и иную помощь от Запада и изображалась там крайне предвзято, не иначе как райский оазис в аду остального коммунистического мира. Это необъективное отражение сохранялось в Западной Европе даже двадцать лет спустя после распада Югославии. Например, в «Чёрной книге коммунизма» замалчивается только социалистическая Югославия, несмотря на то, что по отношению к населению режим Тито убил больший процент людей, чем в других европейских коммунистических государствах. Ярче всего это прослеживается в точных поименных данных о репрессированном духовенстве: югославские коммунисты убили на хорватских землях 664 священника, монахинь и семинаристов. Это больше, чем общее количество убитых священников во всех европейских коммунистических странах (не считая СССР) вместе взятых .
Из-за огромного числа военных и послевоенных преступлений и многолетних репрессий тоталитарного режима СФРЮ Тито попал в список массовых убийц среди глав государств XX века.

## Непривлечение к ответственности виновных в преступлениях после падения коммунизма
Спустя 30 лет после объявления независимости Словении и Хорватии большинство захоронений жертв коммунистического террора 1945 года не найдено и не исследовано. Бывший министр здравоохранения Андрия Хебранг свидетельствует о сильном сопротивлении, которое в течение десятилетий после обретения независимости республики замедляло попытки исследовать захоронения.
В последнее время, однако, начали организованно проводить эксгумации, и, например, в августе 2019 года состоялось захоронение 294 эксгумированных жертв резни в Грачани, а в 2020 году была проведена эксгумация 814 жертв — в основном раненых бойцов частей НГХ, которые лечились в госпиталях Загреба в 1945 году — из ямы Язовка на Жумбераке. В 2005 году были похоронены 1163 жертвы резни в Мацельском лесу, которые были эксгумированы ещё в 1992 году во время начатых и вскоре приостановленных раскопок возле Мацеля.
Единственным случаем судебного разбирательства по делу о коммунистических преступлениях было судебное преследование Йосипа Больковаца, руководителя регионального Бюро защиты народа (ОЗНА) в городе Карловац в 1945 году, ставшего министром внутренних дел Республики Хорватия после обретения независимости (1990—1991). В 2011 году Больковац подозревался в причастности к убийству 21 человека в мае 1945 года. Конституционный суд, куда обратился адвокат задержанного Анто Нобило, принял протест защиты, утверждавшей, что в случае Больковаца должен был использоваться новый Уголовно-процессуальный кодекс, согласно которому следствием должна была заниматься генеральная прокуратура. К Больковацу же, по словам защитника, был применён старый кодекс, и его дело было в руках у следственного судьи. Отметив, что Больковац, который не пришел на оглашение приговора, был «первым и, вероятно, единственным» членом партизанского движения, обвиненным в военнои преступлении, судья сказал, что было бы несправедливо, если бы все коммунистические преступления легли на его плечи. Он утверждал, что Больковац как глава районного ОЗНА, учитывая иерархию, не мог отдать приказ о ликвидации и даже обеспечить её выполнение, потому что во время преступления он находился на лечении. Но, по его словам, нельзя отрицать, что преступление было совершено и что сотрудники ОЗНА допрашивали пленных, арестованных вскоре после того, как партизаны вошли в Дугу-Ресу, и что на коммунистическую подоплеку преступления указывает тот факт, что жертвами были не солдаты НГХ, а видные граждане и бизнесмены. «Ликвидация жертв была политическим решением. Речь идет о преступлении системы, а не отдельных лиц или произволе офицеров ОЗНА», — сказал судья.
По состоянию на 2011 год, в Хорватии 30 человек были зарегистрированы в связи с партизанскими преступлениями, но, поскольку большинство подозреваемых умерли или недоступны, судебные разбирательства в большинстве случаев были отклонены, прекращены или приостановлены.

## Свидетельства
Многие участники коммунистических преступлений войны и послевоенного времени позже рассказали о событиях, в которых участвовали. Например, командир карателей в резне на Кочевском Роге Симо Дубаич в книге Život, grijeh i kajanje: Od Kistanja do Kočevskog roga (буквально — «Жизнь, грех и покаяние: От Кистаня до Кочевского Рога») 2006 года свидетельствует о тысячах пленных военнослужащих хорватских вооруженных сил, убийством которых он лично командовал.
Степан Шафранко, как член отрядов, которые вели заключённых к месту казни в Мацельском лесу, среди которых была группа из 21 священника, монаха и богослова, свидетельствовал о массовом убийстве заключенных, которое там имело место.
Антон Цизел, бывший словенский партизан, рассказал в 2021 году, всего за месяц до смерти, в программе «Свидетели» ведущего Йоже Можины, как ему, будучи партизаном, приходилось гнать людей на бойни.